# Griekse alant
De Griekse alant (Inula helenium) is een vaste plant die behoort tot de composietenfamilie (Compositae of Asteraceae). De plant komt van nature voor in West- en Centraal-Azië en is al sinds de oudheid als eetbare en geneeskundige plant bekend.
De Grieken noemden de plant helenion, wat "de stralende, de schitterende" betekent. De naam is verwant met hèlios, met de betekenis "zon". Er bestaan verschillende mythen omtrent de naam. Aan de Griekse naam ontleend noemden de Romeinen de plant inula. Linnaeus gebruikte, als hij in 1753 de plant de wetenschappelijke Latijnse naam Inula helenium gaf, de Romeinse naam voor de geslachtsnaam en de Griekse naam voor de soortaanduiding.
De Griekse alant wordt 90-200 cm hoog en vormt onder aan een stevige, ruig behaarde, rechtopgaande stengel een krachtige, knolvormige wortelstok. De wortelstok ruikt aromatisch en bevat veel inuline, een fructosehoudend koolhydraat dat zijn naam van de plant heeft gekregen. De bladen zitten direct aan de stengel, zijn spits lijn-lancetvormig, gezaagd en aan de onderzijde viltig behaard. De onderste stengelbladen zijn groot en tot 50 cm lang, worden naar boven toe steeds kleiner en krijgen bovenaan in de bladoksels hoogvertakt de bloemstengels met de bloemen.
De bloeitijd is van juli tot augustus. De bloemen zijn met een diameter van 6 tot 8 cm opvallend groot. De goudgele buisbloemen in het midden zijn door heldergele 3-4 cm lange lintbloemen omgeven die samen met de groene omwindselbladen in het bloemhoofdje staan. De omwindselbladen die elkaar dakpansgewijs overlappen zijn lancet- tot lijnvormig, de buitenste breder dan 4 mm, de binnenste smaller en aan de top verbreed.
De vrucht is een 3-5 mm lang, glad, lichtbruin nootje.
De plant geeft de voorkeur aan vochtige, voedselrijke bodems, die neutraal of licht kalkhoudend zijn.

## Namen in andere talen
- Duits: Echter Alant
- Engels: Elecampane, horse-heal, elfdock (van Keltisch elfwort)
- Frans: Grande Aunée
- Grieks: Ἑλένιον

## Galerij

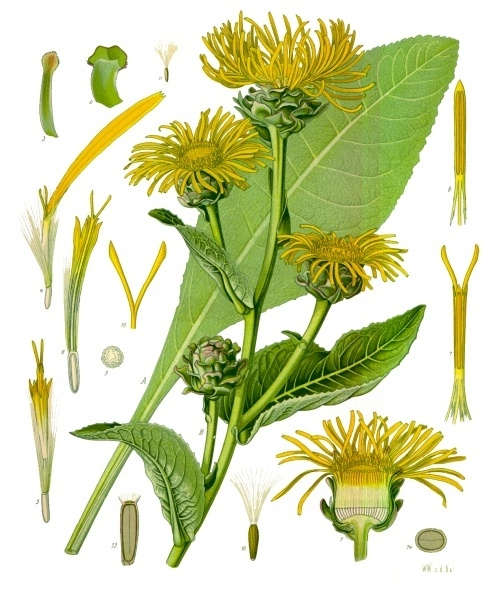
Botanische tekening
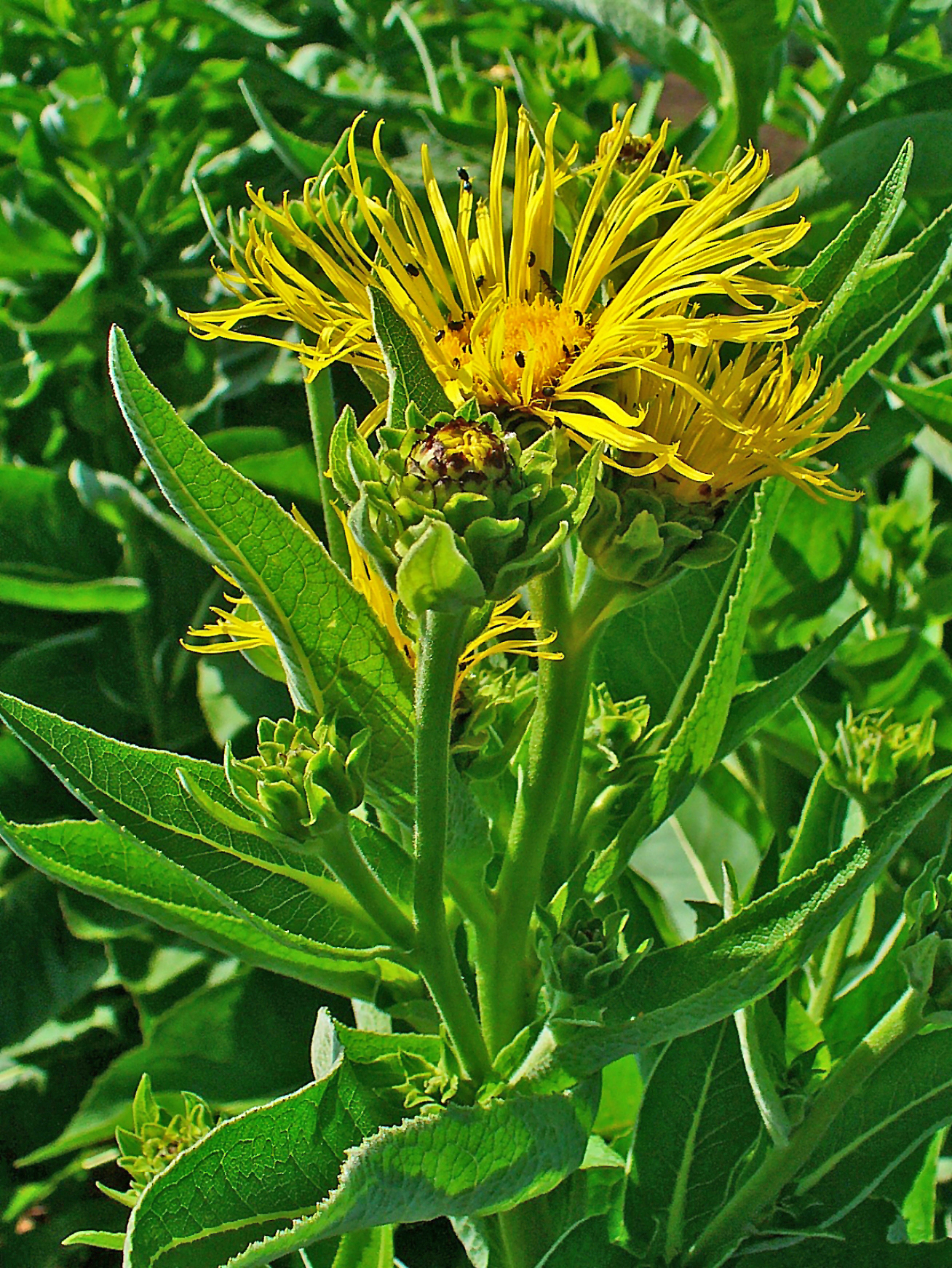
Bloeiwijze Griekse alant
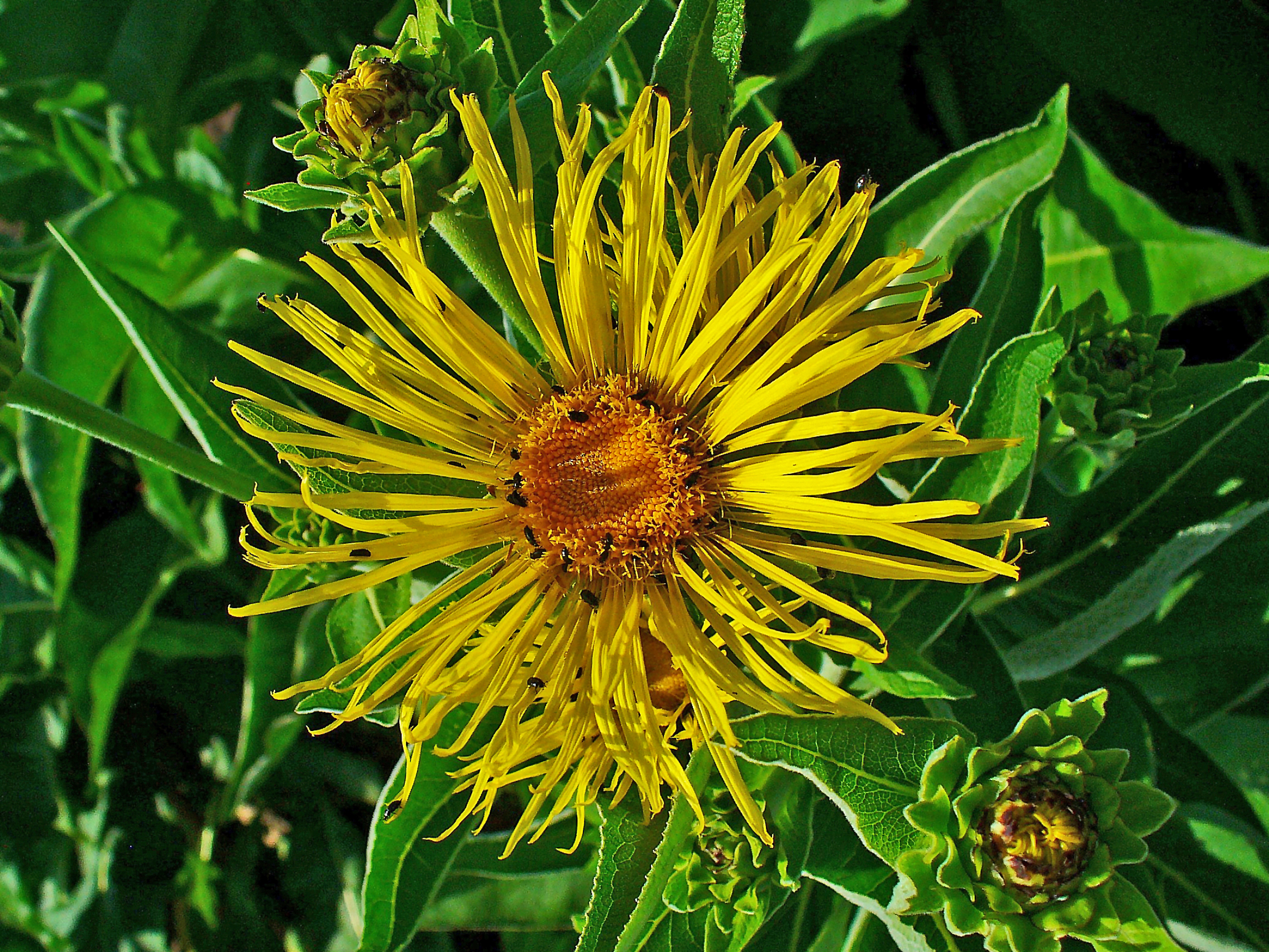
Bloem Griekse alant
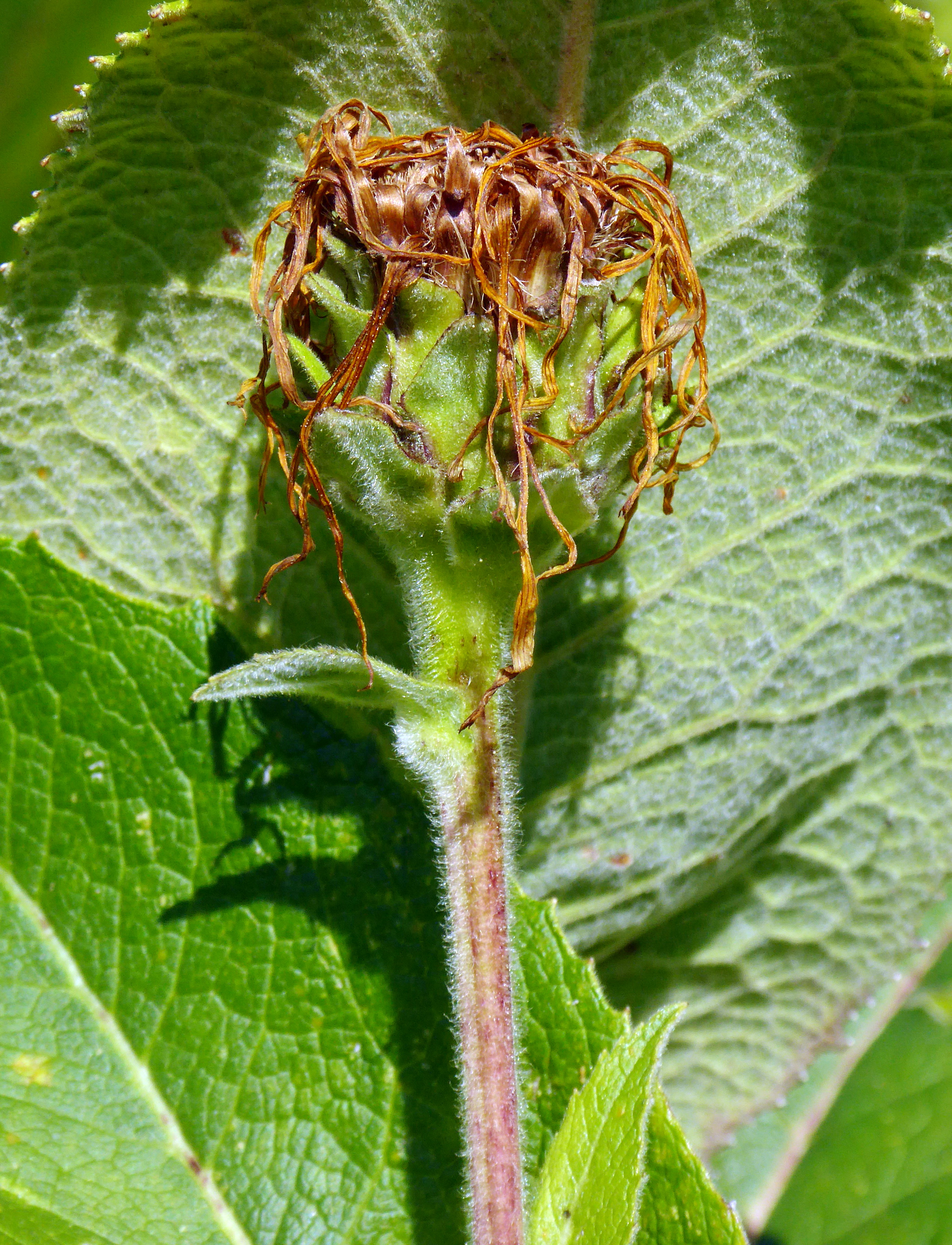
Uitgebloeide Griekse alant